# Carl-Axel Engstad

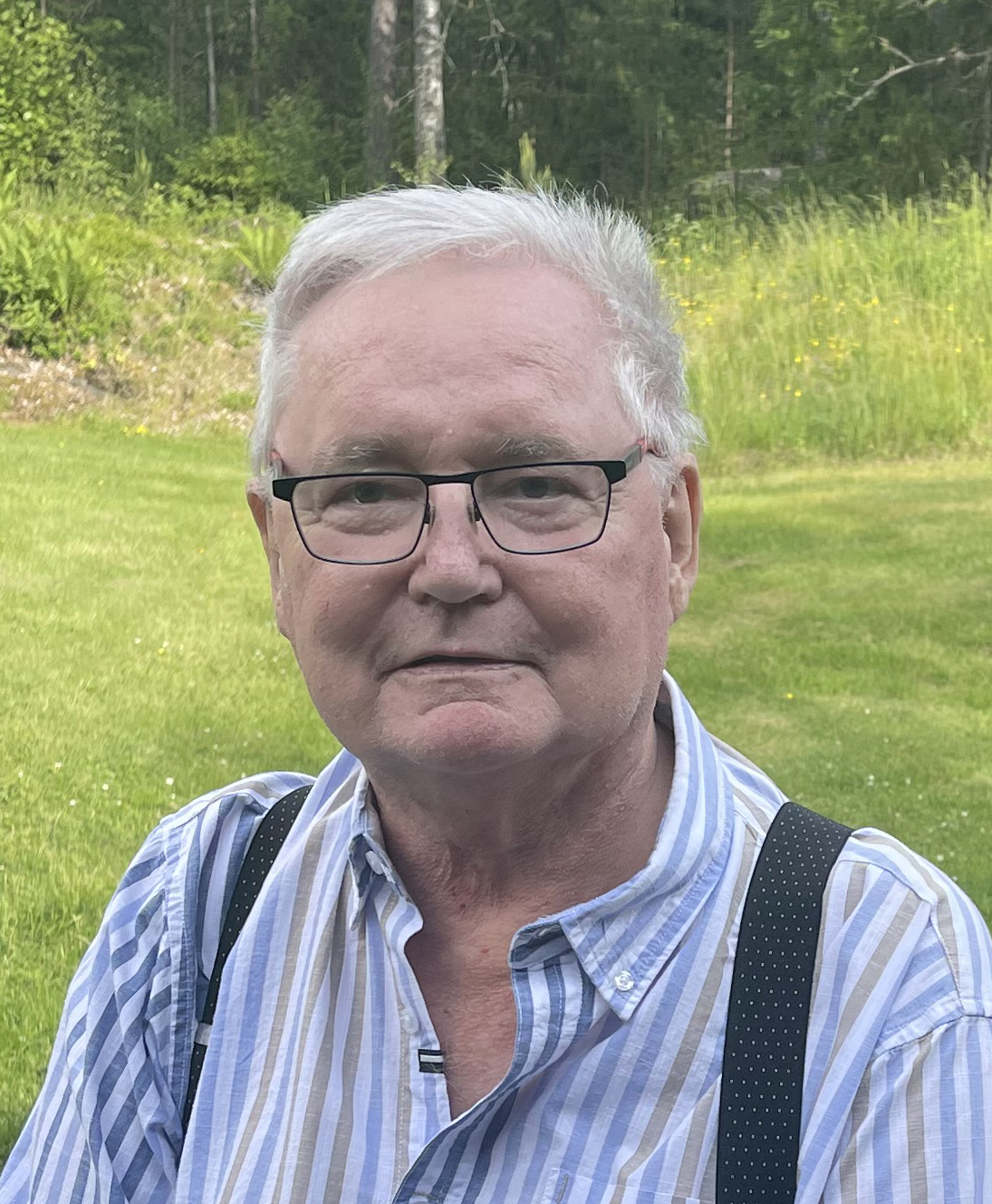
Carl-Axel Engstad, 2025.

Carl-Axel Engstad, född 31 augusti 1950 i Arvika, är en svensk konstnär, utbildad pianopedagog och kyrkomusiker. Var verksam som musiklärare privat, kommunala musikskolor, gymnasieskolan och på Högskolan i Karlstad, kantor i bland annat Svenska Kyrkan, samt körledare och studiomusiker.
Hans konst består av "Nutida Realism" med ljusförhållanden i vatten och natur, samt porträtt. Ägde och drev företaget Sjöhaget söder om Arvika 1990–2002 (utnämnda till Årets Företagare 1991), mellan 2007 och 2018 kulturgården ENGgården (fd. HageGården) i Brunskog, med konstgalleri, hotell, restaurang och musikcenter. Startade Galleriverksamhet i Karlstad 2019. Arbetar även som reparatör, främst på fioler men också på äldre konst och antikviteter. 
37 utställningar både i Sverige och utomlands, separat och samling där flera varit jurybedömda. Han gjorde debut på Björngårdsvillan i Slottsskogen i Göteborg 1969, och har även ställt ut på Bohmans konsthall i Stockholm, Klockargården Tällberg och Margrens konstgalleri i Stockholm, i Enschede i Holland, Romelegårdens Konsthall utanför Lund och Älvsbyns konsthall. 
Engstad har haft utställningar med Svenska konstnärsförbundets konstnärer i Urbino Italien, enstaka på Barbican Centre på Curve Gallery of London, Cremona Municipal Palace Immagini Spario Arte i Italien, på The Gallery i Gothia Towers Göteborg, som några exempel.
Medlem av Svenska Konstnärer samt Konstnärernas riksorganisation, KRO.
Representerad på bland annat Volvo Torslanda, Ericsson Nacka Strand, Astra Zeneca, PreemRaff i Göteborg, ett antal landsting, kommuner och statliga institutioner.